# Trebopala
Trebopala é um nome lusitano geralmente interpretado como um teônimo, aparecendo na inscrição do Cabeço das Fráguas de Portugal. Trebopala é provavelmente uma deusa.[carece de fontes?]

## Significado do nome
Embora o nome Trebopala apareça em apenas uma única inscrição, é de interesse porque esta inscrição é no idioma lusitano , ao invés de latim. Pensa-se que o primeiro elemento seja celta, *trebo- (ou um cognato) com o significado de uma casa ou local de moradia. O segundo elemento é interpretado tanto como "protetor", quanto como a confirmada palavra lepôntica/ligúria pala, provavelmente significando uma pedra sagrada, ou como "terra plana". Trebopala, portanto, significa Protetor do Lar, Planície da Casa ou Altar da Casa. Na inscrição, Trebopala é retratado recebendo uma ovelha (oilam).[carece de fontes?]